# Stefanie Böhler
Pour les articles homonymes, voir Böhler.
Stefanie Böhler, née le 27 février 1981 à Bad Säckingen, est une fondeuse allemande. Elle remporte deux médailles olympiques en relais et trois podiums individuels en Coupe du monde.

## Carrière
Membre du SC Ibach, Böhler, skiant depuis l'âge de quatre ans, fait ses débuts internationaux lors de la saison 1998-1999, prenant part aux Championnats du monde junior. Son meilleur résultat individuel dans cette compétition est septième sur le quinze kilomètres libre en 2001. En relais, elle gagne deux médailles d'argent en 2001 et 2003.
Elle fait ses débuts en Coupe du monde décembre 2001, avant d'atteindre son premier podium en 2003 dans un relais à Oberhof. En 2003, à Val di Fiemme, elle est sélectionnée pour les Championnats du monde, récoltant une dixième place au sprint individuel, résultat qu'elle égale seulement lors de l'édition 2017 à Lahti sur le dix kilomètres classique. Aux mondiaux, elle parvient à décrocher une médaille d'argent lors du relais des Championnats du monde 2007 à Sapporo avec Viola Bauer, Claudia Nystad et Evi Sachenbacher-Stehle.
Au niveau individuel, c'est en 2009, lors du dix kilomètres libre de Rybinsk qu'elle monte sur son premier podium en Coupe du monde. Cinq ans plus tard, elle réedite cette performance au même lieu et sur le même format de course, puis ajoute une autre troisième place sur le skiathlon deux jours plus tard, contribuant à établir son meilleur classement général, onzième. Elle connaît le succès au niveau collectif, participant aux victoires du relais de La Clusaz en 2006 et de Falun en 2007, ainsi que du sprint par équipes de Rybinsk en 2010 avec Evi Sachenbacher-Stehle.
Aux Jeux olympiques, elle compte quatre participations et a remporté deux médailles en relais, l'argent en 2006 à Turin et le bronze en 2014 à Sotchi, édition lors de laquelle elle obtient son meilleur résultat individuel, sixième au dix kilomètres classique, tandis qu'elle se classe quatrième en finale du sprint par équipes.
Elle dispute son ultime compétition majeure à l'occasion des Jeux olympiques d'hiver de 2018, à Pyeongchang, où sa meilleure performance individuelle est 16e du trente kilomètres. Elle finit son hiver par une victoire sur le dix kilomètres libre aux Championnats du monde militaires à Saalfelden.
Elle prend sa retraite sportive après les Championnats d'Allemagne en 2019.

## Palmarès

### Jeux olympiques
| Épreuve / Édition   | Sprint                           | Sprint                           | 10 km                            | 10 km                            | Poursuite / Skiathlon 2 × 7,5 km | 30 km | Relais | Relais                              |
| Épreuve / Édition   | libre                            | classique                        | libre                            | classique                        | Poursuite / Skiathlon 2 × 7,5 km | 30 km | Sprint | 4 × 5 km                            |
| JO 2006 Turin       | 20e                              | Épreuve inexistante à cette date | Épreuve inexistante à cette date | 38e                              | 28e                              | 20e   | —      | Médaille d'argent, Jeux olympiques  |
| JO 2010 Vancouver   | Épreuve inexistante à cette date | —                                | 23e                              | Épreuve inexistante à cette date | 35e                              | 17e   | —      | —                                   |
| JO 2014 Sotchi      | —                                | Épreuve inexistante à cette date | Épreuve inexistante à cette date | 6e                               | 35e                              | —     | 4e     | Médaille de bronze, Jeux olympiques |
| JO 2018 Pyeongchang | Épreuve inexistante à cette date | —                                | 25e                              | Épreuve inexistante à cette date | 25e                              | 16e   | —      | 6e                                  |

Légende :
- : deuxième place, médaille d'argent
- : troisième place, médaille de bronze
- : pas d'épreuve
- — : non disputée par Böhler

### Championnats du monde
| Épreuve / Édition           | Sprint                           | Sprint                           | 10 km                            | 10 km                            | Poursuite / Skiathlon 2 × 7,5 km | 30 km | Relais                           | Relais                   |
| Épreuve / Édition           | libre                            | classique                        | libre                            | classique                        | Poursuite / Skiathlon 2 × 7,5 km | 30 km | Sprint                           | 4 × 5 km                 |
| Mondiaux 2003 Val di Fiemme | 10e                              | Épreuve inexistante à cette date | —                                | —                                | 31e                              | 29e   | Épreuve inexistante à cette date | —                        |
| Mondiaux 2005 Lahti         | Épreuve inexistante à cette date | 18e                              | 24e                              | Épreuve inexistante à cette date | —                                | 27e   | —                                | 4e                       |
| Mondiaux 2007 Sapporo       | Épreuve inexistante à cette date | 29e                              | 27e                              | Épreuve inexistante à cette date | —                                | —     | —                                | Médaille d'argent, monde |
| Mondiaux 2009 Liberec       | —                                | Épreuve inexistante à cette date | Épreuve inexistante à cette date | 32e                              | —                                | —     | —                                | —                        |
| Mondiaux 2011 Oslo          | —                                | Épreuve inexistante à cette date | Épreuve inexistante à cette date | —                                | 40e                              | —     | 7e                               | 5e                       |
| Mondiaux 2015 Falun         | Épreuve inexistante à cette date | —                                | 43e                              | Épreuve inexistante à cette date | 18e                              | 6e    | —                                | 6e                       |
| Mondiaux 2017 Lahti         | —                                | Épreuve inexistante à cette date | Épreuve inexistante à cette date | 10e                              | —                                | 12e   | 6e                               | 6e                       |

Légende :
- : deuxième place, médaille d'argent
- : pas d'épreuve
- — :  Épreuve non disputée par Böhler

### Coupe du monde
- Meilleur classement général : 11e en 2015.
- 3 podiums individuels : 3 troisièmes places.
- 16 podiums par équipes : 3 victoires, 9 deuxièmes places et 4 troisièmes places.

#### Classements en Coupe du monde
| Année     | Classement général final | Classement distance | Classement sprint |
| 2001-2002 | 75e                      |                     | 49e               |
| 2002-2003 | 40e                      |                     | 24e               |
| 2003-2004 | 41e                      | 39e                 | 33e               |
| 2004-2005 | 31e                      | 36e                 | 24e               |
| 2005-2006 | 27e                      | 27e                 | 28e               |
| 2006-2007 | 25e                      | 26e                 | 19e               |
| 2007-2008 | 25e                      | 25e                 | 21e               |
| 2008-2009 | 14e                      | 15e                 | 26e               |
| 2009-2010 | 45e                      | 32e                 | 33e               |
| 2010-2011 | 45e                      | 33e                 | 29e               |
| 2011-2012 | 43e                      | 24e                 | 65e               |
| 2012-2013 | 80e                      | 66e                 |                   |
| 2013-2014 | 31e                      | 23e                 | 58e               |
| 2014-2015 | 11e                      | 11e                 | 47e               |
| 2015-2016 | 21e                      | 17e                 | 49e               |
| 2016-2017 | 22e                      | 20e                 | 74e               |
| 2017-2018 | 25e                      | 17e                 | 71e               |

### Coupe OPA
- 4 victoires.